# Ампонса, Принс
Принс Ампонса (англ. Prince Amponsah; 29 декабря 1996) — ганский футболист, нападающий.

## Карьера
Ампонса выступал за молодёжную команду «Чонбури». В начале 2016 года нападающий был отдан в аренду в «Пхан Тонг», выступавший в 4 тайской лиге. За полгода Принс провёл 16 матчей и забил 5 мячей.
3 июля 2016 года ганец дебютировал за «Чонбури» в Тайской Премьер-лиге. Уже в следующей туре нападающий отметился первым забитым мячом. Всего в сезоне 2016/17 Принс принял участие в 12 играх чемпионата, в которых забил 8 мячей.